# Kippholmen
Kippholmen är en småort i Göteborgs kommun, Västra Götalands län.